# 李樂 (隆慶進士)
李樂（1532年—1618年），字彥和，號臨川，浙江湖州府烏程縣民籍嘉興府桐鄉縣人，明朝政治人物。

## 生平
嘉靖三十四年（1555年）乙卯科浙江鄉試第三十九名舉人。隆慶二年（1568年）中式戊辰科會試第十九名，第三甲第二百三十三名進士。次年（1569年）為江西新淦知縣。擢礼科给事中，改吏科。终尚寳卿，所至以清直称。卒年八十七。

## 著作
知縣任內著有《金川紀事》，歸田後著有《見聞雜記》、《烏青鎮志》。

## 家族
曾祖李成勉；祖父李宗泰；父李昊。嫡母朱氏；生母沈氏。慈侍下。兄李梁、李欒。弟李槃、李檠、李棐。